# Irmgard Gerlatzka
Irmgard Gerlatzka (* 14. März 1939 in Guben als Irmgard Latz) ist eine ehemalige deutsche Badminton- und Tennisspielerin.

## Karriere
Irmgard Gerlatzka ist eine der international erfolgreichsten deutschen Badmintonspielerinnen. 1968 wurde sie Europameisterin im Dameneinzel, zwei Jahre später Vizeeuropameisterin im Damendoppel. Ihren ersten nationalen Titel gewann sie bei den Deutschen Meisterschaften 1960 im Damendoppel mit Ute Seelbach. Nach ihrer Karriere im Badminton wurde sie Tennisspielerin beim TC Schiefbahn.

## Erfolge
| Saison    | Veranstaltung                                 | Disziplin    | Platz | Name                                                                     |
| --------- | --------------------------------------------- | ------------ | ----- | ------------------------------------------------------------------------ |
| 1959/1960 | Deutsche Einzelmeisterschaft                  | Damendoppel  | 1     | Ute Seelbach / Irmgard Latz (BC Düsseldorf / Krefelder BC)               |
| 1960      | Swiss Open                                    | Damendoppel  | 1     | Ute Seelbach / Irmgard Latz                                              |
| 1960      | Norwegian International                       | Dameneinzel  | 1     | Irmgard Latz                                                             |
| 1960/1961 | Deutsche Einzelmeisterschaft                  | Dameneinzel  | 1     | Irmgard Latz (Krefelder BC)                                              |
| 1960/1961 | German Open                                   | Damendoppel  | 2     | Hannelore Schmidt / Irmgard Latz                                         |
| 1961/1962 | Deutsche Einzelmeisterschaft                  | Damendoppel  | 1     | Hannelore Schmidt / Irmgard Latz (STC Blau-Weiß Solingen / Krefelder BC) |
| 1961/1962 | Deutsche Einzelmeisterschaft                  | Dameneinzel  | 1     | Irmgard Latz (Krefelder BC)                                              |
| 1962/1963 | Deutsche Einzelmeisterschaft                  | Dameneinzel  | 1     | Irmgard Latz (Krefelder BC)                                              |
| 1963      | French Open                                   | Dameneinzel  | 1     | Irmgard Latz                                                             |
| 1963      | French Open                                   | Damendoppel  | 1     | Irmgard Latz / Imre Rietveld                                             |
| 1963/1964 | Deutsche Einzelmeisterschaft                  | Dameneinzel  | 1     | Irmgard Latz (Krefelder BC)                                              |
| 1964/1965 | Deutsche Einzelmeisterschaft                  | Damendoppel  | 1     | Irmgard Latz / Gerda Schumacher (Krefelder BC / 1. DBC Bonn)             |
| 1964/1965 | Deutsche Einzelmeisterschaft                  | Dameneinzel  | 1     | Irmgard Latz (Krefelder BC)                                              |
| 1965      | All England                                   | Dameneinzel  | 3     | Irmgard Latz                                                             |
| 1965/1966 | Deutsche Einzelmeisterschaft                  | Damendoppel  | 1     | Irmgard Latz / Gerda Schumacher (1. DBC Bonn)                            |
| 1965/1966 | Deutsche Einzelmeisterschaft                  | Dameneinzel  | 1     | Irmgard Latz (1. DBC Bonn)                                               |
| 1965/1966 | German Open                                   | Dameneinzel  | 1     | Irmgard Latz                                                             |
| 1966/1967 | German Open                                   | Damendoppel  | 1     | Irmgard Latz / Marieluise Wackerow                                       |
| 1966      | Second Nehru Memorial Badminton Championships | Dameneinzel  | 1     | Irmgard Latz                                                             |
| 1967      | German Open                                   | Damendoppel  | 1     | Irmgard Gerlatzka / Marieluise Wackerow                                  |
| 1967      | All England                                   | Dameneinzel  | 3     | Irmgard Latz                                                             |
| 1967      | South Africa International                    | Dameneinzel  | 1     | Irmgard Latz                                                             |
| 1967      | South Africa International                    | Damendoppel  | 1     | Irmgard Latz / Marieluise Wackerow                                       |
| 1967/1968 | Deutsche Einzelmeisterschaft                  | Damendoppel  | 1     | Irmgard Latz / Gerda Schumacher (1. DBC Bonn)                            |
| 1967/1968 | Deutsche Einzelmeisterschaft                  | Mixed        | 1     | Wolfgang Bochow / Irmgard Latz (1. DBC Bonn)                             |
| 1967/1968 | Deutsche Einzelmeisterschaft                  | Dameneinzel  | 1     | Irmgard Latz (1. DBC Bonn)                                               |
| 1968      | Europameisterschaft                           | Dameneinzel  | 1     | Irmgard Latz                                                             |
| 1968      | Europameisterschaft                           | Mixed        | 3     | Wolfgang Bochow / Irmgard Latz                                           |
| 1968      | All England                                   | Damendoppel  | 3     | Irmgard Latz / Marieluise Wackerow                                       |
| 1968      | All England                                   | Dameneinzel  | 3     | Irmgard Latz                                                             |
| 1968      | Dutch Open                                    | Dameneinzel  | 1     | Irmgard Latz                                                             |
| 1969/1970 | Deutsche Einzelmeisterschaft                  | Mixed        | 1     | Wolfgang Bochow / Irmgard Latz (1. DBC im SSF Bonn)                      |
| 1970      | Dutch Open                                    | Damen-Doppel | 2     | Marieluise Wackerow / Irmgard Latz                                       |
| 1970      | Europameisterschaft                           | Damendoppel  | 2     | Irmgard Latz / Marieluise Wackerow                                       |
| 1970      | Europameisterschaft                           | Mixed        | 3     | Wolfgang Bochow / Irmgard Latz                                           |
| 1970      | All England                                   | Mixed        | 2     | Wolfgang Bochow / Irmgard Latz                                           |
| 1970/1971 | Deutsche Einzelmeisterschaft                  | Dameneinzel  | 1     | Irmgard Latz (SC Bayer 05 Uerdingen)                                     |
| 1971      | German Open                                   | Einzel       | 2     | Irmgard Gerlatzka-Latz                                                   |
| 1972      | Dutch Open                                    | Einzel       | 1     | Irmgard Gerlatzka-Latz                                                   |
| 1972      | All England                                   | Damendoppel  | 3     | Irmgard Gerlatzka-Latz / Marieluise Wackerow                             |
| 1972      | German Open                                   | Einzel       | 2     | Irmgard Gerlatzka-Latz                                                   |
| 1972/1973 | Deutsche Einzelmeisterschaft                  | Mixed        | 1     | Horst Lösche / Irmgard Latz (1. BV Mülheim / SC Bayer 05 Uerdingen)      |
| 1972/1973 | Deutsche Einzelmeisterschaft                  | Dameneinzel  | 1     | Irmgard Latz (SC Bayer 05 Uerdingen)                                     |
| 1974/1975 | German Open                                   | Damendoppel  | 3     | Irmgard Gerlatzka / Barbara Beckett                                      |

## Auszeichnungen
- Silbernes Lorbeerblatt
- Meritorious Service Award